# Liaodonggarnisonen

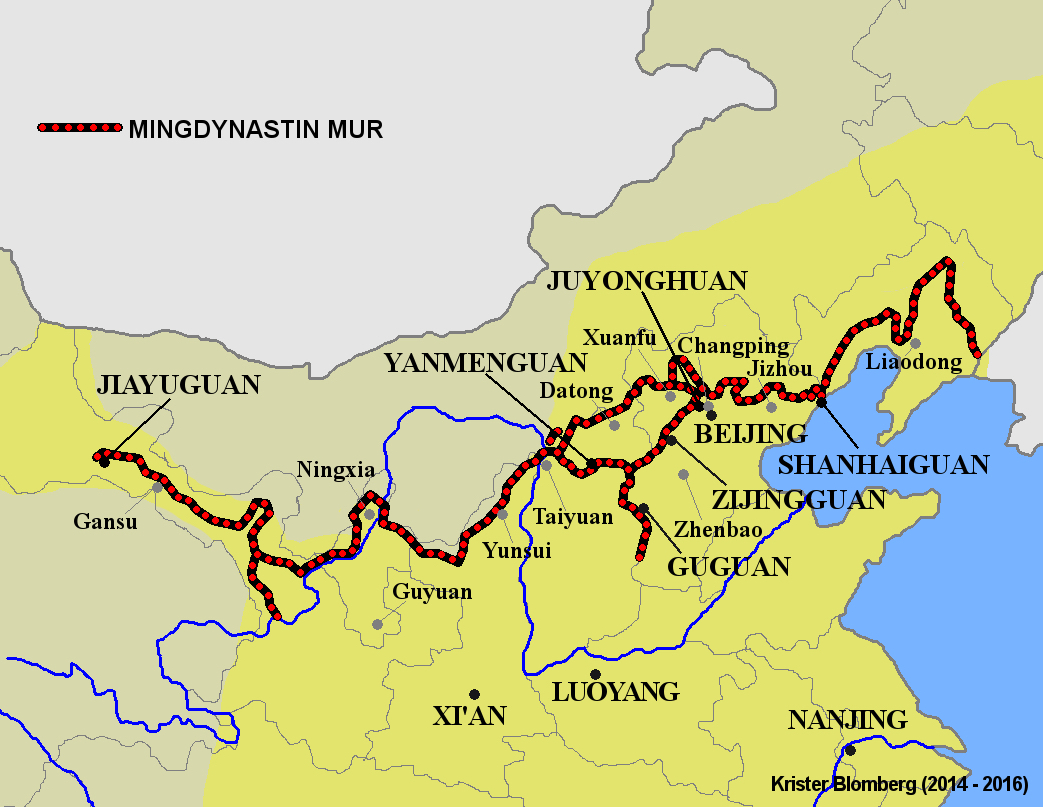
Kinesiska muren under Mingdynastin. De gråa punkterna markerar högkvarteren för militärgarnisonerna.

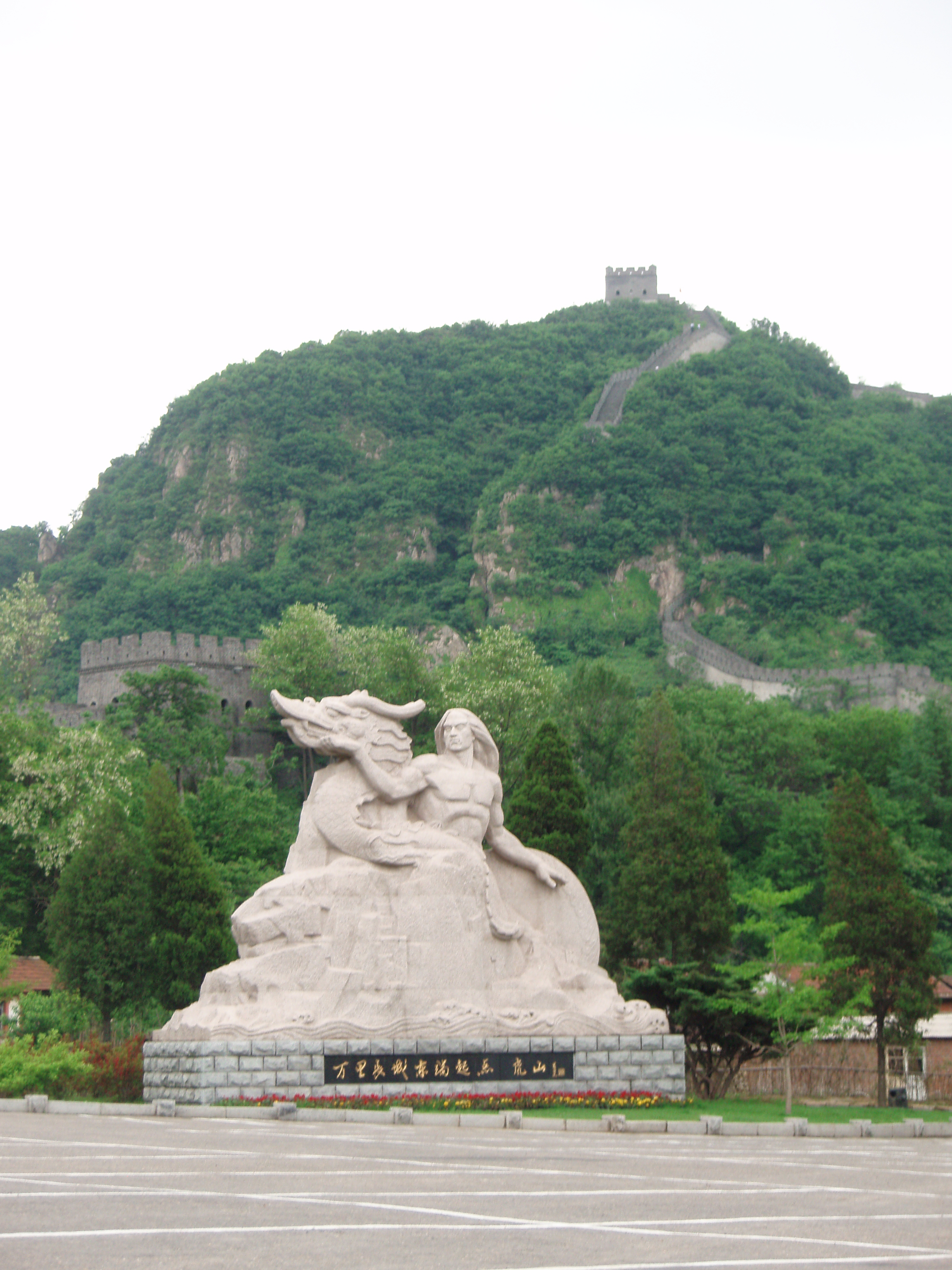
Hushanmuren i Dandong som ingick i Liaodong garnisons ansvarsområde.

Liaodonggarnisonen (辽东镇; Liáodōngzhèn) var en av den kinesiska Mingdynastins nio garnisoner för försvaret av den nordliga gränsen och kinesiska muren. 
Ansvarsområdet var försvaret av den östra delen av kinesiska muren i Liaoning som sträcker sig från Shanhaipasset vid Bohaibukten och öster ut till Hushanmuren i Dandong vid floden Yalu på den kinesiska sidan om gränsen mot Nordkorea. Totalt 975 km mur ingår i garnisonens område. Liaodonggarnisonen lydde under överbefälhavaren Jiliao och hade sitt högkvarter i Liaoyang.
Kinesiska muren i Liaodonggarnisonen var den första som byggdes under Mingdynastin, och dess västra del var för att skydda Kina från mongoler och den östra delen som skydd mot manchuerna (Jurchen). Den mellersta delen av muren i Liaodonggarnisonen längs Liaofloden började byggas av kejsar Yongle (r. 1402-1424). Den västra delen under tiden för av Zhengtong-kejsarens första regentperiod (1434–1449) och den östra delen färdigställdes av kejsar Chenghua (r. 1464–1487). Muren byggdes av många olika material. 490 km av muren byggdes av packad jord, 140 km byggdes av sten och 85 km av trä. Resterande delar bestod av naturliga barriärer av berg. I dag finns det mycket lite kvar av muren i Liaoning. Först 1989 hittades ruinerna efter Hushanmuren längst i öster.
I många texter nämn inte muren i Liaodonggarnisonen utan Shanhaipasset tillskrivs felaktigt som den östra änden av Mingdynastins mur, vilket är en kvarleva från Qingdynastin som inte ville nämna muren i Liaoning eftersom den var byggd för att skydda Kina mot manchuerna.
Mot väster gränsade Liaodong garnison mot Jizhougarnisonen.